# كولورا (إماثيا)
كولورا (Κουλούρα) هي مدينة في إيماثيا في مقاطعة فوريا إلادا في اليونان.